# Jaime Luis Huenún
Jaime Luis Huenún Villa (Valdivia, 17 de diciembre de 1967) es un escritor huilliche chileno. Sus obras, que escribe en español, han sido distinguidas con diversos premios y figuran en varias antologías.

## Biografía
Aunque nació en Valdivia, en el hospital John Kennedy — su padre René Huenún era huilliche y su madre, María Luisa Villa, chilena—, se crio en la población Nueva Esperanza, de Osorno, ciudad donde hizo su enseñanza básica y media (en el colegio San Mateo), para luego ingresar a estudiar pedagogía en Castellano en el Instituto Profesional de esa ciudad. Después continuó en la Universidad de La Frontera de Temuco.
Sobre su infancia en Osorno, recordará: "Viví toda mi vida en el barrio de Francke, a pocos metros del Rahue, que es un río que aparece en mis poemas. Importante para mí fue la interacción con la gente de por ahí. Tuve la dicha y desdicha de ser parte de un entorno donde tenía la posibilidad de conversar con mucha gente. Mis padres eran dueños de un bar y yo desde pequeño lo atendí. Estaba en la calle Colo-Colo Nº 6 pero la calle cambió de nombre. Ahora se llama Chañaral. La población se llamaba Nueva Esperanza. Nació de una toma después del 73. Tenía cinco años cuando atendía el bar y fui conviviendo con las personas que llegaban a beber: trabajadores, pobladores, algunos delincuentes. El submundo que permitía conocer más de la vida".
Aficionado desde pequeño a la lectura, fue gracias a su trabajo en el bar que obtuvo su primer tesoro literario: un cliente, que era auxiliar en el colegio en el que más tarde Huenún haría la enseñanza media, solía llevarse a su casa los libros que los alumnos dejaban olvidados. Como lo veía leer, un día le propuso el trueque: los libros por unos tragos. "Llegó con una caja llena de libros: Cien años de soledad, La metamorfosis, libros de Julio Cortázar, y otros de calidad. Yo en ese tiempo estaba en 7º u 8º básico y tuve acceso a buena parte de una literatura que me formó".
Comenzó a escribir poesía cuando era niño, pero considera que comenzó a hacerlo "seriamente a finales de la adolescencia, entre los 18 y los 20 años".
En 1993 se le declaró un cáncer abdominal, que curó pero que reapareció en el 2000.
Su primer poemario, Ceremonias, que pudo escribir gracias a una beca del Fondo Nacional de la Cultura y las Artes, lo publicó en 1999. 
Ha dirigido la revista de literatura y arte Pewma (El Sueño; 1993-2000) y Almapu y realizado talleres de expresión poética en Temuco. 
En 2006 se mudó de Freire, donde residía desde 1992, a Santiago, donde da clases de poesía indígena latinoamericana en la Universidad Diego Portales.
Huenún es autor de dos antologías de poesía mapuche: 20 poetas mapuches contemporáneos (LOM, Santiago, 2003) y La memoria iluminada. Poesía mapuche contemporánea (Maremoto España, 2007). Ha compilado también un volumen de cuentos El pozo negro y otros relatos mapuches (Pewma, 2001), así como Los cantos ocultos (LOM, 2008) —producto del encuentro de poetas y escritores indígenas latinoamericanos que organizó entre el 24 y el 28 de octubre de 2007 y que reunió a 11 poetas indígenas de América Latina y 17 poetas mapuches y aymará de Chile— y Lof sitiado. Homenaje poético al pueblo mapuche de Chile (LOM, 2011). Ha participado en diversos festivales de escritores y sus poemas han sido traducidos a varios idiomas.
Sobre su identidad, ha dicho: "La verdad es que no puedo sentirme sino mitad huilliche, mitad huinca, porque mi madre no es indígena. Sin embargo, desde los diecinueve años estoy descifrando mi pasado, buscando las raíces. Claro que antes de todo, soy poeta"

## Premios y distinciones
- Beca Fondart (1996 y 1997)
- Beca del Consejo Nacional del Libro y la Lectura (1998)
- Primer premio en el concurso El Joven Neruda 1999 (Municipalidad de Temuco) por Puerto Trakl
- Premio Pablo Neruda 2003 por Puerto Trakl
- Beca Guggenheim 2005
- Premio Mejores Obras Literarias Publicadas 2013 por Reducciones
- Premio Manuel Montt (Universidad de Chile) 2019 por Reducciones[9][10]
- Premio Nacional de Poesía Jorge Teillier (Universidad de la Frontera de Temuco) 2020[11]

## Obras
- Ceremonias, Universidad de Santiago de Chile, 1999; descargable desde Memoria Chilena
- Puerto Trakl, LOM, 2001
- Reducciones, crónica en prosa y en verso sobre sus orígenes en el sur de Chile; LOM, 2012
- Fanon city meu, Das Kapital, 2014
- La calle Mandelstam y otros territorios apócrifos, Fondo de Cultura Económica, 2017
- Ceremonia de los nombres / Kawiñtun Üyelüwün Mew, 42 poemas; Pehuén, 2021